# Carsten Dahl
Carsten Dahl (født 3. oktober 1967) er en dansk pianist, komponist,  kunstmaler og foredragsholder. Desuden professor emeritus fra Rytmisk Musikkonservatorium. Mest kendt inden for jazz og klassisk musik. Han har spillet sammen med en enorm lang række af internationale og herboende kunstnere, både fra den klassiske verden og fra jazzen, og sammen med Nils Bo Davidsen og Stefan Pasborg i Carsten Dahl Trinity samt Lennart Ginman og Thomas Blachman i GinmanBlachmanDahl. Lejlighedsvis samarbejde med Michala Petri, Palle Mikkelborg og Helen Davies.
Dahl er selvlært pianist bortset fra et træningsprogram i klaverspillets grundlæggende træk hos jazzpianist Jørgen Nielsen. Desuden stærkt påvirket af sin første mentor Butch Lacy. Han startede oprindeligt som professionel trommeslager i kun en alder af 10 år og gik på Rytmisk Musikkonservatorium fra 1986 hvor han havde Ed Thigpen og Alex Riel som sine lærere. Som 25 årig blev han og i mange år frem docent og leder på Esbjerg Musikkonservatorium. Han udnævntes 2011 for 5 år som professor indtil udgang af 2016 i rytmisk samtidsmusik ved Rytmisk Musikkonservatorium i København.
I 2014 udgav Dahl en nyfortolkning af Goldbergvariationerne på Tiger Music . De er indspillet på et klaver med forvrænget strengelyd, der skyldes metalwirer fastgjort til pianoets strenge. Herved fremkommer en sound, der minder om et cembalo, et westernklaver eller en banjo En anmelder havde fornemmelsen af, at udgivelsen både var "tro mod Johann Sebastian Bach" og inspireret af punkmusikkens udtryksformer.  Han arbejdede også i 10 år som kunstnerisk konsulent i improvisation for Ensemble Midtvest. Har desuden modtaget adskillige music awards for sine produktioner.[kilde mangler]
Dahl medvirker på over 350 CD indspilninger.

## Hæder
- Modtager af Jazznyt prisen 2014
- Præmie og 50.000 kr. fra Tonekunstudvalget for Rytmisk Musik for Dreamchild
- Årets bedste album 2012, JazzSpecial
- Danish Music Award 2011 for "Bedste jazzudgivelse"
- Djangod'or award 2006 - 'MASTER OF JAZZ'
- South African Grammy 2005: Drums Across feat. Tlale Makhele / Carsten Dahl & Jesper Bodilsen.
- Ærespris for Moon Water 2005 fra Statens Kunstfond
- Grammy Award 2004 - Best Jazz Cd of the year - Solo piano (Stunt)
- JASA-prisen, 2002
- Wilhelm Hansen Fondens Ærespris 2002
- Danish Music Award 2001 for Six hands, three minds, one heart
- Årets bedste album 2000 - læserafstemning i 'Jazz Special'
- Vinder af Danish Jazzpar 2000
- Ben Webster Prisen 1997
- Repræsenterede Danmark ved EBU - Jazzfestival i Marciac, Frankrig med Carsten Dahl Trio, august 1995
- Rødovre Musikpris, januar 1995
- Nomineret til JASA-prisen 1994, 1995 og 1996.
- Legat fra Statens Kunstfond og KODAs båndmidler
- DJFBA's legat

## Galleri
Photos: Hreinn Gudlaugsson